# Kępa Kiełpińska
Kępa Kiełpińska (niem. Kielpiciener Kämpe) – wieś i sołectwo w Polsce położona w województwie mazowieckim, w powiecie warszawskim zachodnim, w gminie Łomianki.

## Historia
W roku 1803 dziedzic dóbr łomiankowskich Jerzy Fryderyk Poths sprowadził na tereny zakola wiślanego, stale zalewanego sezonowo wzbierającymi wodami rzeki, pierwszych osadników pochodzenia niemieckiego. Kolonistom ofiarowano w wieczystą dzierżawę trudną w uprawie, choć bardzo żyzną ziemię (tzw. prawo olęderskie). W księgach parafialnych z 1817 roku zachowała się pierwsza wzmiankowana nazwa Kiełpin Holendry. Rejestr pomiarowy dla Łomianek z roku 1862 wymienia 35 osadników na 214 morgach, szkołę i karczmę w Kolonii Kiełpin. Pod koniec XIX wieku liczba gospodarstw wynosiła 29. Koloniści zobowiązani byli do osuszania podmokłych terenów, ich karczowania i użytkowania. 
Po wybuchu I wojny światowej część mieszkańców władze carskie przymusowo wysiedliły w głąb Rosji. Wg spisu powszechnego z roku 1921 tylko 58 na 166 mieszkańców wsi wskazała wyznanie ewangelicko-augsburskie. W marcu 1924 osadę nawiedziła katastrofalna powódź zatorowa, niszcząc większość pól uprawnych. W lipcu 1944 ludność pochodzenia niemieckiego z Kępy Kiełpińskiej otrzymała nakaz ewakuacji i wyjechała w głąb Rzeszy.
W latach 1975–1998 miejscowość administracyjnie należała do województwa warszawskiego.
Według staniu na dzień 31 grudnia 2008 roku sołectwo posiada powierzchnię 282,5 ha i 70 mieszkańców.
We wsi przy ul. 6 Pułku Piechoty położony jest cmentarz ewangelicki, na którym najstarszy zachowany nagrobek pochodzi z 1895. W wyniku wykupu działek cmentarz ten znalazł się na prywatnym terenie, wobec czego nie jest dostępny dla odwiedzających. Pozostaje otoczony opieką przez właścicieli obejmującej jego obszar parceli.

## Granice sołectwa
Granice sołectwa wyznaczają obszar ograniczony:
- od zachodu granicą sołectwa Dziekanów Polski biegnącą przez tereny rolne od linii równoległej do ul. Rolniczej, a stanowiącej przedłużenie ul. Brzegowej do ulicy brzegowej,
- od północy granicą gminy Jabłonna wzdłuż nurtu rzeki Wisła,
- od wschodu granicą sołectwa Łomianki Dolne biegnącą od nurtu rzeki Wista do wału przeciwpowodziowego i przez tereny rolne wzdłuż granicy ogródków działkowych i dalej wzdłuż ulic Brzegowej i Armii Poznań do ul. Brzegowej,
- od południa granicą sołectwa Kiełpin wzdłuż ul. Brzegowej i dalej wzdłuż jej przedłużenia równoległego do ul. Rolniczej.